# کلاته پهلوانلو
کلاته پهلوانلو، روستایی در دهستان بدرانلو بخش مرکزی شهرستان بجنورد استان خراسان شمالی ایران است.

## جمعیت
بر پایه سرشماری عمومی نفوس و مسکن در سال ۱۳۹۵ جمعیت این مکان ۵٬۰۳۸ نفر (۱٬۳۷۳خانوار) بوده‌است.همچنین این روستا دومین روستای بزرگ استان خراسان شمالی است.

## زبان
مردم کلاته پهلوانلو کرد هستند و به زبان کردی سخن می گویند.این روستا یکی از پرجمعیت ترین روستا های کرد نشین خراسان است.